# يقرون حزامي
يقرون حزامي (الاسم العلمي:Cerithidea cingulata) هو نوع من الحيوانات يتبع جنس اليقرون من الفصيلة البوطاميدية.